# Marcel Quinet
Marcel Quinet (* 6. Juli 1915 in Binche; † 16. Dezember 1986 in Woluwe-Saint-Lambert bei Brüssel) war ein belgischer Komponist und Pianist.

## Leben und Wirken
Marcel Quinet studierte an den Konservatorien von Mons und Brüssel. In Brüssel studierte er unter anderem bei Fernand Quinet, zu dem kein verwandtschaftliches Verhältnis bestand. In Fugenlehre unterrichtete ihn Léon Jongen und in Komposition Jean Absil. Quinet erhielt 1945 den belgischen Prix de Rome für seine Kantate La Vague et le Sillon. 
Anschließend war Quinet Direktor mehrerer lokaler Musikschulen im Raum Brüssel und unterrichtete von 1956 bis 1959 Fugenlehre, an der Musikschule für Hochbegabte, der Chapelle musicale Reine-Élisabeth. Zu seinen Werken gehören Klavierwerke, Kammermusik, Instrumentalkonzerte und Sinfonien sowie verschiedene Vokalwerke. Er vertonte eine Oper „Les deux bavards“ (1966) und zwei Ballettmusiken „La nef des Fous“ (1969) und „Images“ (1972).
1964 war er der Komponist des Pflichtwerkes, einem Klavierkonzert für den Concours Musical Reine Elisabeth, bei dem der belgische Pianist Jean-Claude Vanden Eynden den 3. Preis errang. 1976 wurde Marcel Quinet Mitglied der Académie royale des Sciences, des Lettres et des Beaux-Arts de Belgique.
In seinem kompositorischen Schaffen war er anfänglich durch Maurice Ravel, Béla Bartók oder Paul Hindemith beeinflusst. Ihn beeindruckten die Forschungsarbeiten von Bartók und Olivier Messiaen in Bezug auf Rhythmik und Modulation. Am stärksten jedoch prägte ihn sein Lehrer Jean Absil. Quinet pflegte in seinen Werken die Strukturen der historischen Musik, vor allem der Barockmusik, so dass er in die Nähe einer neo-klassizistischen Strömung einzuordnen ist.